# I magnifici sei
I magnifici sei (The Four Seasons) è una serie televisiva statunitense in 13 episodi trasmessi per la prima volta nel corso di una sola stagione nel 1984. È basata sul film del 1981 The Four Seasons.
È una sitcom incentrata sulle vicende del dentista di New York Danny Zimmer che si trasferisce insieme alla moglie Claudia in California. Alan Alda, il regista del film e creatore della serie, compare nelle vesti dell'avvocato Jack Burroughs.

## Personaggi e interpreti
- Danny Zimmer (13 episodi, 1984), interpretato da Jack Weston.
- Ted Bolen (13 episodi, 1984), interpretato da Tony Roberts.
- Claudia Zimmer (13 episodi, 1984), interpretata da Marcia Rodd.
- Lorraine Elliot (13 episodi, 1984), interpretata da Barbara Babcock.
- Boris Elliot (13 episodi, 1984), interpretato da Allan Arbus.
- Pat Devon (13 episodi, 1984), interpretato da Joanna Kerns.
- Beth Burroughs (13 episodi, 1984), interpretata da Elizabeth Alda.
- Lisa Callan (13 episodi, 1984), interpretata da Beatrice Alda.
- Sharon Hogan (13 episodi, 1984), interpretata da Lori Carrell.

## Produzione
La serie, ideata da Alan Alda, fu prodotta da Universal TV.

### Registi
Tra i registi sono accreditati:
- Hy Averback in 7 episodi (1984)
- Charles S. Dubin in 4 episodi (1984)
- Jay Sandrich in 2 episodi (1984)

### Sceneggiatori
Tra gli sceneggiatori sono accreditati:
- Alan Alda in 4 episodi (1984)
- Paul Robinson Hunter in 3 episodi (1984)
- Don Segall in 3 episodi (1984)
- Phil Margo in 2 episodi (1984)

## Distribuzione
La serie fu trasmessa negli Stati Uniti dal 29 gennaio 1984 al 17 giugno 1984 sulla rete televisiva CBS. In Italia è stata trasmessa con il titolo I magnifici sei.
Alcune delle uscite internazionali sono state:
- negli Stati Uniti il 29 gennaio 1984 (The Four Seasons)
- in Svezia il 12 gennaio 1986 (De fyra årstiderna)
- in Italia (I magnifici sei)

## Episodi
| Stagione       | Episodi | Prima TV USA |
| -------------- | ------- | ------------ |
| Prima stagione | 13      | 1984         |